# Stuarti
Družina Stuart, prvotno napisana Stewart, je bila kraljeva hiša Škotske, Anglije, Irske in kasneje Velike Britanije. Družinsko ime izvira iz urada visokega stewarda Škotske, ki ga je imel družinski prednik Walter fitz Alan (ok. 1150). Ime Stewart in njegove različice so se uveljavile kot družinsko ime v času njegovega vnuka Walterja Stewarta. Prvi monarh iz rodu Stewart je bil Robert II., čigar potomci po moški liniji so bili kralji in kraljice na Škotskem od leta 1371 ter Anglije, Irske in Velike Britanije od leta 1603 do 1714. Marija, kraljica Škotske (vladala 1542–1567). ), je bila vzgojena v Franciji, kjer je prevzela francosko črkovanje imena Stuart.
Leta 1503 se je Jakob IV. Škotski poročil z Margareto Tudor in s tem povezal vladajoči hiši Škotske in Anglije. Margaretina nečakinja Elizabeta I. Angleška je leta 1603 umrla brez potomstva, Jakob IV. in Margaretin pravnuk Jakob VI. Škotski pa je nasledil prestola Anglije in Irske kot Jakob I. Angleški v Zvezi kron. Stuarti so bili monarhi Britanije in Irske ter njihovega rastočega imperija do smrti kraljice Ane leta 1714, razen v obdobju Commonwealtha med letoma 1649 in 1660.
Skupno je od leta 1371 do leta 1603 samo Škotski vladalo devet monarhov Stewart/Stuart, zadnji med njimi je bil Jakob VI., preden je prišel na oblast v Angliji. Dve kraljici Stuartov sta vladali otokom po slavni revoluciji leta 1688: Marija II. in Ana. Obe sta bili protestantski hčerki  Jakoba VII. in II. njegove prve žene Anne Hyde ter pravnuki Jakoba VI. in I. Njun oče se je spreobrnil v katolištvo in njegova nova žena je leta 1688 rodila sina, ki naj bi ga pripeljali kot rimskokatolika; tako je Jakoba leta 1689 odstavil parlament v korist njegovih hčera. Vendar pa nobena hčerka ni imela otrok, ki bi preživeli do odraslosti, zato je krona ob smrti kraljice Ane leta 1714 prešla na rodbino Hanover v skladu s pogoji Zakona o poravnavi iz leta 1701 in Zakona o varnosti iz leta 1704. Rodbina Hanover je imela povezavo z rodbino Stuart po liniji Elizabete Stuart, kraljice Češke.
Po izgubi prestola so potomci Jakoba VII. in II. še več generacij poskušali ponovno pridobiti škotski in angleški (in pozneje britanski) prestol kot zakoniti dediči, njihovi podporniki pa so znani kot jakobiti. Od začetka 19. stoletja, ko je direktna linija Jakoba II. propadla, ni bilo aktivnih prosilcev iz družine Stuart. Trenutni jakobitski dedič terjatev zgodovinskih monarhov Stuartov je daljni bratranec Franz, bavarski vojvoda, iz hiše Wittelsbach. Starejši živi član kraljeve družine Stewart, ki po zakoniti moški liniji izvira iz Škotske Roberta II., je Andrew Richard Charles Stuart, 9. Earl Castle Stewart.

## Ozadje
Izvor prednikov družine Stuart je nejasen - njihovi verjetni predniki segajo do Alana FitzFlaada, Bretonca, ki je odšel v Anglijo kmalu po normanski osvojitvi. Alan je bil dedni oskrbnik škofa Dol v vojvodini Bretanji; Alan je imel dobre odnose s Henrikom I. Angleškim, ki mu je podelil zemljišča v Shropshiru. Družina FitzAlan se je hitro uveljavila kot ugledna anglo-normanska plemiška hiša, nekateri njeni člani pa so služili kot visoki šerif v Shropshiru. Alanov sin Walter FitzAlan je bil tisti, ki je postal prvi dedni visoki stevard Škotske, medtem ko so družina njegovega brata Williama kasneje postali grofje Arundelski.
Ko je v Kraljevini Angliji izbruhnila državljanska vojna, znana kot Anarhija, med legitimistično pretendentko Matildo Angleško in njenim bratrancem, ki jo je uzurpiral, kraljem Štefanom, se je Walter postavil na Matildino stran. Še en podpornik Matilde je bil njen stric David I. Škotski iz hiše Dunkeld. Potem ko je bila Matilda potisnjena iz Anglije v grofijo Anjou, v bistvu neuspešna v svojem legitimnem poskusu za prestol, je veliko njenih podpornikov v Angliji tudi pobegnilo. Takrat je Walter sledil Davidu do Kraljevine Škotske, kjer je dobil zemljišča v Renfrewshireu in dosmrtni naziv Lord High Steward. Naslednji škotski monarh, Malcolm IV., je naziv visokega stewarda določil kot dedno ureditev. Medtem ko so bili družina visoki stevardi, je imela med 12. in 13. stoletjem sedež v Dundonaldu v Južnem Ayrshiru.

## Zgodovina
Šesti visoki upravitelj Škotske, Walter Stewart (1293–1326), se je poročil z Marjorie, hčerko Roberta Brucea, prav tako pa je igral pomembno vlogo v bitki pri Bannockburnu in si pridobil nadaljnjo naklonjenost. Njun sin Robert je bil dedič hiše Bruce, gospostva Cunningham in bruških dežel Bourtreehill; sčasoma je podedoval škotski prestol, ko je njegov stric David II. leta 1371 umrl brez otrok.
Leta 1503 je Jakob IV. poskušal zagotoviti mir z Anglijo tako, da se je poročil s hčerko kralja Henrika VII., Margareto Tudor. Rojstvo njunega sina, pozneje Jakoba V., je pripeljalo hišo Stewart v potomsko linijo hiše Tudorjev in angleški prestol. Margareta Tudor se je kasneje poročila z Archibaldom Douglasom, 6. grofom Angusovim, in njuna hči, Margareta Douglas, je bila mati Henrika Stuarta, lorda Darnleyja. Leta 1565 se je Darnley poročil s svojo polsestrično Marijo, kraljico Škotske, hčerko Jakoba V. Darnleyjev oče je bil Matthew Stewart, 4. grof Lennoxov, član veje hiše Stewart of Darnley. Lennox je bil potomec Aleksandra Stewarta, 4. visokega škotskega upravitelja, prav tako potomca Jakoba II., ki je bil domnevni Marijin dedič. Tako je bil Darnley tudi v sorodu z Marijo po očetovi strani in zaradi te povezave so Marijini dediči ostali del hiše Stuart. Po povzdignjenju Johna Stewarta iz Darnleyja za njegovo vlogo v bitki pri Baugéju leta 1421 in podelitvi zemljišč v Aubignyju in Concressaultu je bil priimek Darnley Stewartov preimenovan v Stuart.
Tako Marija I. Škotska, kot lord Darnley sta imela močne zahteve za angleški prestol prek skupne babice Margarete Tudor. To je sčasoma privedlo do pristopa edinega otroka para Jakoba kot kralja Škotske, Anglije in Irske leta 1603. Vendar je bila to personalna unija, saj so si tri kraljestva delila monarha, vendar so imela ločene vlade, cerkve in institucije. Personalna unija dejansko ni preprečila oboroženega spopada, znanega kot škofovske vojne, ki je izbruhnil med Anglijo in Škotsko leta 1639. To naj bi postalo del cikla političnih in vojaških spopadov, ki so zaznamovali vladavino Karla I., Škotske in Irske, ki je dosegel vrhunec v nizu spopadov, znanih kot vojna treh kraljestev. S sojenjem in usmrtitvijo Karla I. v angleškem parlamentu leta 1649 se je začelo 11 let republikanske vlade, znane kot angleško medvladje. Škotska je sprva priznala pokojnega kraljevega sina, imenovanega tudi karel, za svojega monarha, preden ga je okupacijska vojska generala Moncka podjarmila in prisilila v Cromwellov Commonwealth. V tem obdobju so glavni člani družine Stuart živeli v izgnanstvu v celinski Evropi. Mlajši Karel se je vrnil v Veliko Britanijo, da bi prevzel svoje tri prestole leta 1660 kot Karel II. Anglije, Škotske in Irske - ob podpori generala Moncka - vendar je njegovo vladanje datiralo po očetovi smrti enajst let prej.
V fevdalnem in dinastičnem smislu je škotska odvisnost od francoske podpore oživela med vladavino Karla II., čigar mati je bila Francozinja. Njegova sestra Henrietta se je poročila s francosko kraljevo družino. Karel II. Angleški ni zapustil zakonitih otrok, vendar so njegovi številni nezakonski potomci vključevali vojvode Buccleuch, vojvode Grafton, vojvode Saint Albans in vojvode Richmond.

## Današnji dan
Kraljeva hiša Stuart je izumrla s smrtjo kardinala Henryja Benedicta Stuarta, brata Charlesa Edwarda Stuarta, leta 1807. Bavarski vojvoda Frančišek je trenutni starejši dedič.

## Seznam monarhov

### Škotski monarhi
| Portret | Ime                | Od                | Do                | Razmerje s predhodnikom                                                                            |
| ------- | ------------------ | ----------------- | ----------------- | -------------------------------------------------------------------------------------------------- |
|         | Robert II.         | 22. februar 1371  | 19. april 1390    | Nephew of David II. ki je umrl brez Potomcev. Robertova mati Marjorie Bruce je bila hči Roberta I. |
|         | Robert III.        | 19. april 1390    | 4. april 1406     | Sin Roberta II.                                                                                    |
|         | Jakob I. Škotski   | 4. april 1406     | 21. februar 1437  | Sin Roberta III.                                                                                   |
|         | Jakob II. Škotski  | 21. februar 1437  | 3. avgust 1460    | Sin Jakoba I.                                                                                      |
|         | Jakob III. Škotski | 3. avgust 1460    | 11. junij 1488    | Sin Jakoba II.                                                                                     |
|         | Jakob IV. Škotski  | 11. junij 1488    | 9. september 1513 | Sin Jakoba III.                                                                                    |
|         | Jakob V. Škotski   | 9. september 1513 | 14. december 1542 | Sin akoba IV.                                                                                      |
|         | Marija I. Škotska  | 14. december 1542 | 24. julij 1567    | Hči Jakoba V.                                                                                      |
|         | Jakob VI. in I.    | 24. julij 1567    | 27. marec 1625    | Sin Marije I.                                                                                      |

### Monarhi Anglije, Škotske in Irske
Z akti unije iz leta 1707, ki so začeli veljati 1. maja 1707, je zadnja monarhinja Stuartov, Ana, postala kraljica Velike Britanije in Irske.
| Portret | Ime               | Od                                                | Do                        | Razmerje s predhodnikom |
| ------- | ----------------- | ------------------------------------------------- | ------------------------- | --- |
|         | Jakob VI. in I.   | 24. marec 1603                                    | 27. marec 1625            | Pra-pravnuk Henrika VII.. Sam kralj Škotske, dokler ni podedoval nazivov kralj Anglije in Irske, vključno z zahtevami po Franciji od izumrle rodbine Tudorjev.                                                                             |
|         | Karel I.          | 27. marec 1625                                    | 30. januar 1649 (umorjen) | Sin Jakoba VI. in I. |
|         | Karel II.         | 30. januar 1649 (de jure); 2. maj 1660 (de facto) | 6. februar 1685           | Sin Karla I. Parlament mu je prepovedal prevzem prestola med republikanskim obdobjem vlade, znanim kot Commonwealth of England, nato pa je bil leta 1661 sprejet za kralja.                                                                |
|         | Jakob VII. in II. | 6. februar 1685                                   | 11. december 1688         | Brat Karla II., ki je umrl brez zakonitega potomstva. Sin Karla I. strmoglavljen v revolucija leta 1688. Umrl leta 1701. |
|         | Marija II.        | 13. februar 1689                                  | 28. december 1694         | Hčerka Jakoba II. in VII., ki je bila še živa in se je potegovala za prestol. Somonarh je bil Viljem III. Oranski, ki je preživel svojo ženo.                                                                                              |
|         | Ana Britanska     | 8. marec 1702                                     | 1. avgust 1714            | Sestra Marije II. hči Jakoba II. in VII. Ime zvezne države se je spremenilo v Veliko Britanijo s političnimi Akti unije 1707, čeprav je družina uporabljala naslov od Jakoba I. in VI. Umrl brez otrok, pravice prešle na rodbino Hanover. |